# Пиндун (уезд)
Пинду́н (кит. трад. 屏東縣, пиньинь Píngdōng xiàn) — один из уездов провинции Тайвань Китайской Республики.

## Этимология
Название уезда означает «к востоку от гор Паньпиншань (半屏山)».

## География
Уезд расположен в южной части острова Тайвань. На территории уезда находится мыс Элуаньби (самая южная точка Тайваня).

## Население
В 2012 году в уезде проживало 859 тысяч человек. Помимо представителей хохло и хакка, здесь проживают народности пайвань и рукаи.

## История
В государстве семьи Чжэн эти земли входили в состав области Ваньнянь (万年州). В 1664 году Чжэн Цзин отправил сюда первых переселенцев из провинции Гуандун. После завоевания Тайваня войсками империи Цин эти земли вошли в состав уезда Фэншань (鳳山縣). С 1684 года сюда начали прибывать переселенцы из провинции Фуцзянь.
В 1874 году японцы осуществили карательную экспедицию против тайваньских аборигенов. Чтобы улучшить возможности по обороне острова от будущих вторжений, цинские власти выделили в 1875 году южную часть уезда Фэншань в отдельный уезд Хэнчунь (恆春縣). После того, как в 1887 году остров Тайвань был выделен из провинции Фуцзянь в отдельную провинцию, уезд был подчинён Тайнаньской управе (臺南府).
В 1895 году Тайвань был передан Японии, и японцы установили свою систему административно-территориального деления, которая по мере развития острова несколько раз менялась. Изначально эти земли были включены в состав префектуры Тайнан (臺南縣). В 1901 году префектуры-кэн (縣) были упразднены, и остров был разбит на 20 уездов-тё (廳); на южной оконечности острова были созданы уезды Косюн (恆春廳) и Ако (изначально название писалось как 阿猴廳, в 1903 году было изменено на 阿緱廳). В 1909 году уезд Косюн был присоединён к уезду Ако. В 1920 году на Тайвань была распространена структура административного деления собственно японских островов, и были введены префектуры-сю (州) и уезды-гун (郡); в этих местах были образованы уезды Хэйто (屏東郡), Тёсю (潮州郡), Токо (東港郡) и Косюн (恒春郡) префектуры Такао (高雄州). В 1933 году посёлок Хэйто (屏東街) уезда Хэйто был поднят в статусе, и стал городом Хэйто (屏東市) префектуры Такао.
После капитуляции Японии в 1945 году Тайвань был возвращён под юрисдикцию Китая; префектура Такао стала уездом Гаосюн, а город Хэйто — городом Пиндун провинциального подчинения. В 1950 году произошла реформа административно-территориального деления, в результате которой из уезда Гаосюн был выделен уезд Пиндун. В 1951 году город Пиндун был понижен в статусе и стал городом уездного подчинения.

## Административное деление
В состав уезда Пиндун входят 1 город уездного подчинения, 3 городских волости и 29 сельских волостей.
- Города уездного подчинения
  - Пиндун
- Городские волости
  - Чаочжоу (潮州鎮)
  - Дунган (東港鎮)
  - Хэнчунь (恆春鎮)
- Сельские волости
  - Чанчжи (長治鄉)
  - Чэчэн (車城鄉)
  - Чуньжи (春日鄉)
  - Фанляо (枋寮鄉)
  - Фаншань (枋山鄉)
  - Гаошу (高樹鄉)
  - Цзядун (佳冬鄉)
  - Цзюжу (九如鄉)
  - Каньдин (崁頂鄉)
  - Лайи (來義鄉)
  - Лиган (里港鄉)
  - Линьбянь (林邊鄉)
  - Линьло (麟洛鄉)
  - Люцю (琉球鄉)
  - Мацзя (瑪家鄉)
  - Маньчжоу (滿州鄉)
  - Мудань (牡丹鄉)
  - Наньчжоу (南州鄉)
  - Нэйпу (內埔鄉)
  - Саньдимэнь (三地門鄉)
  - Шицзы (獅子鄉)
  - Тайу (泰武鄉)
  - Ваньдань (萬丹鄉)
  - Ваньдуань (萬巒鄉)
  - Утай (霧臺鄉)
  - Синьпи (新埤鄉)
  - Синьюань (新園鄉)
  - Яньпу (鹽埔鄉)
  - Чжутянь (竹田鄉)